# Мигул Ишимбай
Мигул Ишимбай (настоящее имя — Николай Демьянович Иванов) (22 мая 1952 год, деревня Дадановка Аургазинского района Башкирской АССР) — чувашский поэт и прозаик, переводчик на чувашский язык, общественный деятель.

## Биография
Первые стихи Мигула Ишимбая увидели свет в 1967 году в газете «Путь Родины». Со временем его произведения печатались на страницах журналов «Ялав», «Таван Атал», «Капкан» и газет «Хыпар», «Крим», «Урал сасси» на чувашском языке и др.
После службы в Военно-морском Флоте в1974 году переехал в Ишимбай, стал корреспондентом городской газеты.
, с 1978 года — заведующим промышленным отделом редакции. Учился в политехническом институте.
С 1979 года — станочник, затем технолог на Оборонном заводе.
Автор 11 книг поэзии и прозы. Занимается еще переводами на чувашский язык произведения башкирских, татарских, русских писателей, проживающих в Башкортостане. С 2002 - 2009 год ответственный секретарь республиканского чувашского литобъединения "Шуратăл" ("Агидель"), а с 2009 года по сегодняшний день бессменный председатель правления литобъединения. Лауреат литературной премии им. Фатих Карима и минстерства Обороны России. Имеет государственные награды. Проживает в г. Ишимбай РБ.

## Произведения. Книги.
- «Шурӑмпуҫ пики» («Красавица зари»);
- «Ҫынран катӑк мар» («Не лыком шиты»);
- «Ӗмӗт» («Мечта»);
- «Ачалӑхран ҫитнӗ ахрӑм» («Эхо из детства»);
- «Чыс» («Честь»);
- «Огонь неугасимый» , (на русском языке);

- «Тар тӑрӑхӗнче» ("В окрестностях Тора»);

- «На просторах мирового океана». (1 том). ( на русском языке).
- «Особо важное правительственное задание». (2 том). (на русском языке).
- «Приказу альтернативы нет». (на русском языке).
- «Тӑрачул» («Каменный символ»).

## Награды и общественная деятельность
- Член Союза писателей России (2003).
- Лауреат премии имени Фатыха Карима (2006).
- Заведующий Воскресной школы гуманитарного направления г. Ишимбая.(2005-2012 гг.)
- Председатель правления республиканского литобъединения «Шуратал». (С 2009 г. по сей день).
- Председатель Ишимбайского отделения Канаша РБ. (с 2008 года).
- Награждён Почётными Грамотами (2 раза) Чувашского национального Конгресса.
- Награждён Почётной Грамотой Министерства культуры Республики Башкортостан.
- Награждён медалью «За отвагу». (1971 год).
- Награждён медалью «За боевые заслуги». !1973 год).
- Награждён медалью «300 лет Российскому флоту».
- Награждён медалью «100 лет подводному Флоту России».
- Награждён медалью «100 лет Красной Армии». (2018 год).
- Награждён Почётной грамотой Союза писателей России. (2019 год).
- Награждён медалью «За активную литературную и общественно-культурную деятельность». (ЧНАНИ,2022год).
- Лауреат специальной премии Министерства обороны России. (2021 год).